# Carl August Kramer
Carl August Kramer (* 31. März 1807 in Dresden; † 16. August 1895 in Hamburg) war ein deutscher Politiker.

## Leben
Kramer war Tischlermeister in Hamburg.
Er engagierte sich in der St. Paulikirche. Dort war er von 1871 bis 1882 Gemeindeverordneter und 1883 bis 1886 Vorsteher.
Kramer gehörte der Hamburger Konstituante an und war von 1859 bis 1874 sowie 1880 bis 1886 Mitglied der Hamburgischen Bürgerschaft.